# Melainabacteria
Melainabacteria o Vampirovibrionia es una clase candidata de bacterias recientemente propuesta en el filo Cyanobacteriota, previamente conocida como ACD20. Se han encontrado en manantiales y aguas subterráneas, así como en el tracto intestinal humano. Estos organismos posiblemente fermentan diversas fuentes de carbono para producir hidrógeno, etanol, acetato o lactato. Estas bacterias constituyen  un grupo basal de las cianobacterias debido a la ausencia de capacidad fotosintética.
Cuando se descubrieron inicialmente en muestras fecales humanas, se las identificó como un raro tipo de cianobacterias que mostraban una existencia inesperada en el tracto digestivo humano. La predicción metabólica del genoma identificó falta de maquinaria fotosintética y un metabolismo basado en la fermentación obligada. Ahora se considera una clase candidata de las cianobacterias.
Al igual que las cianobacterias, son didérmicas (con dos membranas), pero a diferencia de ellas, las melainabacterias poseen flagelos (excepto Gastranaerophilales). El análisis genómico indicaría que las de aguas subterráneas tienen la capacidad de fijar nitrógeno y usar hierro-hidrogenasas con produccción de H2, mientras que las del intestino humano también sintetizan varias vitaminas B y K, lo que sugiere que estas bacterias son beneficiosas porque se consumen junto con las fibras vegetales.